# سام كونينغهام
سام كونينغهام (بالإنجليزية: Sam Cunningham)‏ هو لاعب كرة قدم أمريكية أمريكي، ولد في 15 أغسطس 1950 في سانتا باربارا في الولايات المتحدة.

## وصلات خارجية
- سام كونينغهام على موقع مرجع كرة القدم المحترفة.كوم (الإنجليزية)